# Сборная Ливии по мини-футболу
Национальная сборная Ливии по мини-футболу представляет Ливию на международных соревнованиях по мини-футболу. Является одной из сильнейших команд Африки, о чём свидетельствуют победа на континентальном первенстве 2008 года. В финале ливийцы вырвали победу у доминировавших во всех предыдущих первенствах египтян. Также сборная принимала участие в Чемпионате Мира 2008 года, где набрала одно очко в матче против сборной Уругвая.
Сборная Ливии — участник первого матча между национальными сборными в истории мини-футбола. 19 июля 1974 года она сыграла со сборной Италии в Риме.

## Турнирные достижения

### Чемпионат мира по мини-футболу
- 1989 — не участвовала
- 1992 — не участвовала
- 1996 — не участвовала
- 2000 — не квалифицировалась
- 2004 — не участвовала
- 2008 — 1-й раунд

### Чемпионат Африки по мини-футболу
- 1996 — не участвовала
- 2000 — 3-е место
- 2004 — не участвовала
- 2008 — Чемпион